# New Wave (muziekgroep)
New Wave is een Nederlands hiphopcollectief gevormd door diverse rappers en producers van platenlabel Top Notch. De groep, bestaande uit Ronnie Flex, Jonna Fraser, Lil' Kleine, Bokoesam, Idaly, Lijpe, SFB (Frenna, Jandro, KM, Priceless), D-Double, Ares, Afriki, Cartiez, Def Major, Ramiks, Monsif, Spanker, Krankjoram, Jack $hirak en Garrincha, won in 2016 de Popprijs. Daarnaast wonnen ze meerdere edisons.

## Geschiedenis
Het idee achter New Wave kwam van platenbaas Kees de Koning. Op zijn initiatief kwamen ruim twintig jonge rappers en producers in februari 2015 tien dagen samen op Schiermonnikoog om samen nieuwe muziek te maken. In een appartementencomplex werkten ze in talloze geïmproviseerde studiootjes samen of alleen aan wat later het gelijknamige album New Wave zou worden. Voor de plaat, die alleen digitaal uitkwam, werd een compilatie gemaakt van de beste nummers die op het waddeneiland waren gemaakt.
De release van het album was op 10 april 2015 en was online direct een hit. Dankzij duizenden streams op platforms als Spotify bereikte de cd de Album Top 100 en verwierf ongeveer de helft van de singles op het album een plek in de Single Top 100. Het grootste succes kwam na twee maanden met het controversiële nummer Drank & drugs van Ronnie Flex en Lil' Kleine dat de eerste plaats in de Nederlandse hitparades bereikte. Ook Zeg dat niet, Investeren in de liefde en No go zone stonden tientallen weken genoteerd in de hitlijsten.
Met ruim 60 miljoen luisterbeurten werd New Wave in 2015 het meest gestreamde album op Spotify in Nederland. Op YouTube stond de teller aan het einde van 2015 zelfs op 80 miljoen.

#### Popprijs
Op het festival Noorderslag sleepte New Wave in januari 2016 de Popprijs 2015 in de wacht. Voor veel media en bezoekers kwam de toekenning onverwacht. De jury oordeelde dat New Wave een blik in de toekomst geeft met muziek 'die zoals dat hoort bij een culturele revolutie behalve veel lof ook veel weerstand oproept'. Ook noemde de jury New Wave een 'historisch project dat de muziekwereld liet voelen dat alles anders kan'.

## Discografie

### Albums
| Album met eventuele hitnotering(en) in de Nederlandse Album Top 100 | Datum van verschijnen | Datum van binnenkomst | Hoogste positie | Aantal weken | Opmerkingen |
| ------------------------------------------------------------------- | --------------------- | --------------------- | --------------- | ------------ | ----------- |
| New Wave                                                            | 10-04-2015            | 18-04-2015            | 11              | 221          |             |

| Album met hitnotering(en) in de Vlaamse Ultratop 200 albums | Datum van verschijnen | Datum van binnenkomst | Hoogste positie | Aantal weken | Opmerkingen |
| ----------------------------------------------------------- | --------------------- | --------------------- | --------------- | ------------ | ----------- |
| New Wave                                                    | 10-04-2015            | 18-07-2015            | 92              | 57           |             |